# 1884

## Esdeveniments
Països Catalans
- 4 de maig - Sant Martí de Provençals (Barcelona): Publicació del primer número de L'Arc de Sant Martí (o també L'Arch de Sant Martí). Se subtitulava "Periòdic polític defensor dels interessos morals i materials del país".
- 21 de juny - Barcelona: S'inaugura a la Plaça de Catalunya el Teatre Eldorado, amb el nom inicial de Teatre Ribas.
- 26 d'octubre, Vilanova i la Geltrú, Garraf: Obre les portes la Biblioteca-Museu Víctor Balaguer.

Resta del món
- 23 de febrer: tractat de Londres entre l'imperi britànic i la República del Transvaal.[4]
- 20 de maig: París: Louis Pasteur presenta a l'Acadèmia Francesa de les Ciències el resultat dels seus experiments sobre el virus de la ràbia.
- Conferència de Berlín sobre el repartiment d'Àfrica. Togo i Camerun queden sota protectorat alemany.
- 5 de juliol: Alemanya pren possessió de Camerun.
- 9 d'agost: San José (Costa Rica) es converteix a la tercera ciutat del món, després de Nova York i París, a comptar amb il·luminació elèctrica.[5]
- 17 d'octubre: El quart congrés de l'American Federation of Labor (Federació Nord-americana del Treball), d'origen anarquista, resol que des de l'1 de maig de 1886 la durada legal de la jornada de treball hauria de ser de vuit hores. Això generaria el Dia Internacional del Treball.
- 25 de desembre: A les 21.08 hores, un fort terratrèmol, amb epicentre situat entre les províncies de Màlaga i Granada, de magnitud estimada 6.5-7 (Richter) i intensitat 10 (en l'escala MSK), causa més de 800 morts i prop de 1.500 ferits en les poblacions d'Arenas del Rey (Granada) i els municipis del Pla de Zafarraya (Granada). Els efectes del terratrèmol van ser més desastrosos en coincidir amb una forta nevada.
- S'estableix en Espanya el monopoli del servei telefònic a favor de l'Estat
- Frederick Hamilton-Temple-Blackwood Lord Dufferin succeeix a George Robinson Lord Ripon com virrei de l'Índia.[6]
- L'empresa de rellotges i cronòmetres Breitling va ser fundada a Saint-Imier, per Léon Breitling

## Naixements
Països Catalans
- 27 de gener, Sabadell, província de Barcelona: Cebrià Cabané i Bril, pianista i professor de música català.
- 2 de febrer - Cassà de la Selva: Lluïsa Botet i Mundi, pintora i gravadora catalana (m. 1951).[7]
- 9 de febrer, Barcelona: Josep Carner, escriptor en català.
- 29 de febrer, Vilafranca del Penedès (Alt Penedès): Ferran Via i Freixas, pianista català, deixeble predilecte d'Enric Granados (m. 1970).
- 10 de març, Barcelonaː Maria Barrientos i Llopis, soprano catalana (m. 1946).[8]
- 25 de març, Barcelona: Ignasi Barraquer i Barraquer, oftalmòleg català (m. 1965).
- 17 d'abril, Toixa, València: Lluïsa Vela, una de les grans sopranos de la primera part del segle xx espanyol (m. 1938).[9]
- 4 de maig, Sabadell: Lluís Carreras i Mas, clergue, escriptor, periodista català (m. 1955).[10]
- 5 de maig, Valls, província de Tarragona: Carles Cardó i Sanjoan, eclesiàstic i escriptor (m. 1958).[11]
- 13 de juny, València: Antoni Pérez i Moya, músic.
- 22 de juny, Barcelona: Emília Baró, actriu teatral catalana de llarga trajectòria professional (m. 1964).[12]
- 27 de juny, Roses: Maria Pi i Ferrer, mestra, activista política, escriptora catalana.[13]
- 1 juliol, Barcelona: Edelmira Calvetó Alsamora, aficionada al futbol considerada la primera sòcia del FC Barcelona (m. 1957).[14]
- 2 de juliol, Hellín: Maria Baldó i Massanet, mestra, feminista, folklorista i política liberal, primera directora de l'escola La Farigola (m. 1964).[15]
- 20 d'agost, Barcelona: Teresa Lostau i Espinet, pintora i ceramista catalana (m. 1923).[16]
- 29 d'agost, València: José Capuz Mamano, escultor valencià (m. 1964).
- 1 d'octubre, El Port de la Selva: Mercè Rubiés Monjonell, mestra i escriptora catalana (m. 1971).[17]

Resta del món
- 28 de gener: Auguste Piccard, inventor suís (m. 1962)[18]
- 29 de gener, Briva, Llemosí: Blanca Selva i Henry, pianista, pedagoga, musicòloga, escriptora i compositora (m. 1942).[19]
- 2 de febrer, Saint-Gengoux-le-National, França: Adèle Clément, violoncel·lista francesa (m. 1958).[20]
- 12 de febrer, Smolensk, Rússia: Marie Vassilieff, artista pintora i escultora russa, dissenyadora i decoradora teatral (m. 1957).[21]
- 19 de febrer, Mollina, Málagaː Elisa López Velasco, mestra i pedagoga espanyola.[22]
- 22 de febrer, Tòquio: Tamaki Miura, soprano japonesa, intèrpret de Madama Butterfly.[23]
- 8 de març, Londres: Reginald Mills Silby, compositor anglès.
- 24 de març: Peter Debye, físic-químic nord-americà, premi Nobel de Química en 1936 (m. 1966)
- 4 d'abril: Isoroku Yamamoto, almirall japonès (m. 1943).
- 12 d'abril:
  - Otto Fritz Meyerhof, fisiòleg alemany, Premi Nobel de Medicina en 1922 (m. 1951).[24]
  - Werneck, Baixa Francònia: Carl Pfister, compositor alemany.
- 8 de maig: Lamar (Missouri): Harry Truman, polític 32è President dels Estats Units (m. 1972)[25]
- 21 de maig, Montevideo, Uruguai: Manuel Pérez y Curis, escriptor i poeta uruguaià (m. 1920).
- 25 de maig, Londres: Frederic Lawrence, compositor.
- 27 de maig, Praga, llavors Imperi Austrohongarès: Max Brod, escriptor jueu de parla alemanya, traductor i compositor (m. 1968).[26]
- 28 de maig, Kožlany, (Txecoslovàquia): Edvard Beneš, va ser el segon President de Txecoslovàquia entre els anys 1935 i 1948, període interromput per l'ocupació alemanya entre 1938 i 1945, durant la qual va romandre a l'exili (m. 1948).[25]
- 20 de juny, Nashville, Tennessee: Mary R. Calvert, calculadora astronòmica i astrofotògrafa estatunidenca (m. 1974).[27]
- 25 de juny, Tòquio (Japó): Sadako Kujō, futura emperadriu Teimei com a consort de l'emperador Yoshihito (m. 1951).[28]
- 7 de juliol, Múnic (Alemanya): Lion Feuchtwanger, pseudònim: J.L. Wetcheek), novel·lista jueu d'origen alemany (m. 1958).[29]
- 12 de juliol, Liorna, Regne d'Itàlia: Amedeo Modigliani, pintor i escultor italià (m. 1920).[30]
- 24 de juliol - Garai, País Basc: Pilar de Zubiaurre, intel·lectual, escriptora, pianista i marxant d'art vasca (m. 1970).[31]
- 27 de juliol - Clifton, Ontario: Kathleen Howard, cantant d'òpera i actriu canadenca.[32]
- 2 d'agost - Mulhouse, Imperi alemanyː Marg Moll, escultora i pintora alemanya (m. 1977).[33]
- 27 d'agost - Revel, França: Vincent Auriol, advocat, 16è president de la República Francesa, 1r de la IV República (m. 1966).[34]
- 30 d'agost - Valvo, Suècia: The Svedberg, químic suec, Premi Nobel de Química de 1926 (m. 1971).[35]
- 1 de setembre - Halle/Saale, Alemanya: Gertrud Kappel, cantant d'òpera alemanya, especialista en les òperes de Wagner (m. 1971).[36]
- 6 de setembre, Seraing, Bèlgica: Julien Lahaut, sindicalista, comunista i polític belga.
- 17 de setembre, Elmira (Nova York): Charles Griffes, pianista i compositor nord-americà (m. 1920).[37]
- 24 de setembre, Esmirna (Turquia): İsmet İnönü (pronunciació AFI isˈmet ˈinøny), anomenat Milli Şef (el Cap nacional) entre 1938-1950, fou un militar i polític turc (m. 1973).[38]
- 9 d'octubre, Przemyśl, Polònia: Helene Deutsch, psicoanalista estatunidenca d'origen jueu, col·laboradora de Freud (m. 1982).[39]
- 11 d'octubre, Nova York, EUA: Eleanor Roosevelt, primera dama dels Estats Units i activista dels drets humans (m. 1962).[40]
- 19 de novembre, Ashton-under-Lyne, Gran Manchester: Norman Allin, cantant d'òpera de la corda de baix.
- 6 de desembre, Viena: Bruno Eisner, pianista
- 30 de desembre, Tòquio (Japó): Hideki Tojo, polític i militar de l'Imperi del Japó (m. 1948).[41]
- Emil Schennick, compositor i director d'orquestra austríac.
- Marcel Granet, sinòleg i sociòleg francès.
- Blanche Richard, primera dona a accedir a la magistratura judicial a Suïssa.
- Amadeo Modigliani, pintor i escultor italià.

## Necrològiques
Països Catalans
- 13 de gener, Barcelona: Francisca Soler de Ros, popularment Paca Soler, primera actriu catalana (n. 1833).[42]
- 21 de gener - Reus: Martina Castells i Ballespí, metgessa catalana, primera dona que va assolir un doctorat a l'Estat espanyol.[43]
- 16 de juliol - Vilafranca del Penedès: Manuel Milà i Fontanals, filòleg, erudit i escriptor català.
- 1 de setembre - Sabadell: Feliu Vilarrúbias i Busquets, advocat i alcalde de Sabadell.
- Barcelona: Andreu Fortuny, violinista.

Resta del món
- 6 de gener - Brünn (Imperi Austrohongarès): Gregor Mendel, botànic austríac (n. 1822).
- 12 de maig - Praga: Bedřich Smetana, compositor txec (n. 1824)
- 14 de gener - Neuchâtel: Philippe Suchard, mestre xocolater i empresari suís.
- 15 de març, Gotha: Ernst Behm, geògraf i estadístic
- 24 d'abril - Marsella: Marie Taglioni, primera ballarina de dansa clàssica (n. 1804).[44]
- 6 de juny - Heinzendorf (Imperi Austrohongarès): Gregor Mendel, naturalista i pare de la genètica.
- 9 de juny - Valparaíso, Xile: Aníbal Pinto, advocat i polític xilè, president del país entre 1876 i 1881.[45]
- 22 de juliol - Vanves: Nina de Callias, escriptora, pianista i salonniere francesa (n. 1843).[46]
- 7 d'octubre, Dankàlia: Gustavo Bianchi, explorador.
- 6 de novembre - Chelsea (Massachusetts), Estats Units: William Wells Brown, esclau, abolicionista i escriptor afroamericà (n. 1814).[47]
- 27 de novembre, Viena: Fanny Elssler, ballarina austríaca (n.1810).[48]